# Pietro Antonio Zveteremich
Pietro Antonio Zveteremich (Colonia, 2 aprile 1922 – Roma, 3 ottobre 1992) è stato uno slavista e traduttore italiano specializzato in letteratura russa dell'epoca sovietica.

## Biografia
Ebbe un ruolo importante nella pubblicazione de Il dottor Živago, poiché ne consegnò il manoscritto alla Feltrinelli nel 1957, consigliando vivamente di pubblicarlo, avendolo ricevuto dall'Unione Sovietica, azione che provocò un caso diplomatico.
Era vicino a Elio Vittorini negli anni del secondo dopoguerra, partecipò alla redazione de Il Politecnico, fu iscritto al PCI per molti anni, mantenendo sempre una posizione critica contro ogni presa di posizione puramente ideologica e contro ogni servilismo nei confronti del partito comunista sovietico. Furono frequenti le pressioni su di lui esercitate, in Italia e in Unione Sovietica, per farlo desistere da iniziative editoriali scomode agli apparati.

## Opere
Fu traduttore di opere come Guerra e pace, Anna Karenina e le commedie di Čechov. È stato il primo in occidente a pubblicare una raccolta in traduzione (1967) dei versi di Marina Cvetaeva, tra le voci più alte della poesia mondiale del Novecento, ma soprattutto ci ha fatto conoscere quel filone eversivo, del grottesco, del fantastico che negli ultimi decenni dell'era sovietica era diventato di interesse predominante e alternativo alla letteratura di “partito”.
Zveteremich stesso si rese protagonista negli anni settanta di questo filone, scrivendo Le notti di Mosca, un romanzo di satira pornopolitica, facendolo passare per un'opera arrivata direttamente dall'Unione Sovietica. In un'università americana adottarono il romanzo addirittura come testo per lo studio della lingua russa.
Operò molto anche come storico. Il suo libro Il grande Parvus (1988) è una vera e propria rivelazione sulla storia del marxismo e della Rivoluzione russa. Aleksandr Parvus, pseudonimo di Izrail' Gel'fand, è una figura chiave del marxismo teorico russo e soprattutto è l'occulto artefice dell'Ottobre rosso, l'uomo che promosse con i vertici del governo tedesco il ritorno di Lenin in Russia. Un uomo dalle risorse di pensiero straordinarie, che la storiografia sovietica aveva volutamente rimosso e quella occidentale dimenticato.
Dal 1972 Zveteremich si dedicò anche all'attività di docenza presso l'Università di Messina per vent'anni, fino alla sua morte. Tutta la sua biblioteca personale venne donata, per sua esplicita volontà, alla Facoltà di Magistero.
È stato direttore delle riviste "Rassegna della stampa sovietica" e "Rassegna sovietica".